# Schiza
Schiza (griechisch Σχίζα (f. sg.), auch Kabrera oder Karvera genannt) ist eine kleine griechische Insel westlich von Kap Akritas vor der südwestlichen Küste der Peloponnes. Geografisch gehört sie zur Inselgruppe der Inousses innerhalb der Ionischen Inseln.
Die Insel gehört zum Gemeindebezirk Methoni im Regionalbezirk Messinia.
Schiza ist eine Insel mit unregelmäßiger Gestalt, einer Fläche von 12,13 km². Der höchste Gipfel Vigla im Norden der Insel hat eine Höhe von 201 Metern. Die Küste ist felsig, es gibt nur eine ruhige Bucht an der Südseite. Schiza ist mit Buschwerk bewachsen und dient als Weideland für Ziegenherden. Nachdem die griechische Luftwaffe keine weiteren Schießübungen auf die Insel mehr flog, war der Zugang zur Insel ab 2007 erlaubt. Seit 2022 wird die Insel wieder militärisch genutzt und der Zugang verweigert.
Die Insel ist als Natura 2000-Schutzgebiet ausgewiesen.
Auf der Südseite der Insel, 400 Meter vom Meer entfernt, gibt es eine noch kaum erforschte tertiäre Kalksteinhöhle, die als „Schwarzes Loch“ (Μαύρη Τρύπα Mávri Trýpa) bekannt ist. Sie besteht aus einem Saal mit Stalagmiten und Stalaktiten und mehreren kleineren Kammern. Der Zugang ist sehr schwierig. Hier wurden auch Tonscherben aus vorgeschichtlicher Zeit gefunden.

## Belege
1. ↑  Charles Arnold (Hrsg.): Die Inseln des Mittelmeers. Ein einzigartiger und vollständiger Überblick. 2. Auflage. marebuchverlag, Hamburg 2008, ISBN 3-86648-096-2, S. 337.